# Heiner Müller
Heiner Müller (9 de gener de 1929, Eppendorf (Saxònia) - 30 de desembre de 1995), va ser un dramaturg, director de teatre i poeta alemany.

## Biografia
Nasqué a Eppendorf, fill d'una família obrera. El seu pare era funcionari del partit Socialdemòcrata d'Alemanya. La seva infantesa transcorregué durant l'auge i entronament del partit nacionalsocialista i la Segona Guerra Mundial. Aquesta època és travessada per dos fets traumàtics: l'arrest del pare el 31 de gener de 1933, un dia després que Hitler prengués el poder com a canceller d'Alemanya; i l'haver sigut cridat a files l'any 1945.
Passada la guerra, Müller és testimoni de la divisió d'alemanya entre el bloc soviètic i el bloc capitalista, que formarien la RDA i la RFA, respectivament. L'any 1949 el seu pare és acusat de "titisme", fet pel qual és expulsat del SED (Partit socialista Unificat d'Alemanya), resultat de la fusió dels partits comunistes i socialdemòcrata a la zona alemanya ocupada pels soviètics. Quan el seu pare marxa a la zona occidental, Müller decideix romandre a l'oriental, que aquell mateix any es converteix en l'RDA. Estudia el Batxillerat i després treballa d'empleat administratiu, de llibreter, de periodista; al mateix temps, comença a escriure.
Els anys 50 estan marcats pels primers passos de Müller com a escriptor: L'any 1951 es publica el seu primer text literari Das Laken ("el poble està en marxa"); l'any 1955 obté el càrrec de col·laborador científic de l'associació d'escriptors de l'RDA i poc després el de redactor de la revista "Junge Kunst". L'any 1956 escriu, conjuntament amb la seva dona Inge Müller, la seva primera obra de teatre: Der Lohndrücker ("el trencasalaris"). Amb aquesta obra Müller es comença a considerar una jove promesa de les lletres alemanyes i rep suport oficial, fins i tot del llavors dirigent de la RDA, Walter Ulbricht. Fins a l'any 1961, Müller i la seva dona escriuen una altra obra, Die Korrektur ("la correcció"), que haurà de ser reelaborada a causa de les crítiques que rep durant els assajos; a més a més el matrimoni rep el premi Heinrich Mann per l'obra Die Lohndrücker. 
L'any 1961 escriu la comèdia Die Umsiedlerin oder Das Leben auf dem Lande ("La vida al camp"), que més tard s'anomenarà Die Bauern ("Els camperols"). Després de la seva representació a Berlín est es retira del programa i Müller és explusat de l'associació d'escriptors. Pocs anys després, el SED ataca severament l'obra de Müller i a altres autors de la RDA, com Wolf Bierman o Stefan Heym. Són acusats de difondre filosofies nihilistes i moralment subversives en la literatura, el teatre, el cine, la televisió i la premsa. L'any 1966 coincidint amb el suïcidi de la seva dona, Müller comença a escriure reelaboracions de mites clàssics i de literatura grecoromana. D'una banda es tracta d'obres d'encàrrec, per tal de fer front a les penalitats econòmiques; a al vegada aquest fet és una retirada estratègica davant la impossibilitat momentània d'abordar temes contemporanis en el teatre. D'aquesta època sorgeixen les obres Philoktet, ("Filoctet"), Sophokles/Ödipus, Tyrann (Sòfocles/ Èdip Tirà) i Mauser. L'any 1971 escriure Germania Tod i Berlin ("Mort de Germània a Berlín"), obra que es considera el punt d'inflexió cap a un nou període d'escriptura de Müller.
A partir de Zement ("Ciment"), publicada l'any 1972, l'escriptura teatral de Müller fa un salt que el conduirà fins a Hamletmaschine ("Màquina Hamlet"), de l'any 1977. Durant aquest temps Müller comença a ser reconegut més enllà de la frontera comunista i comença a ser considerat el dramaturg més important de l'RDA i un dels més importants en llengua alemanya. Per primera vegada es representa una obra seva (Zement) fora de l'RDA. Quasi paral·lelament a Hamletmaschine, Müller és anomenat dramaturg a la Volksbühne de Berlín est, on, per primera vegada, escenificarà textos seus. A partir dels anys 80 es consolida la seva reputació, col·labora amb Robert Wilson, es crea el Festival Heiner Müller a la Haya i se l'admet a l'Acadèmia de les Arts de la RDA i rep el premi Nacional de Primera Classe.
Si bé continua escrivint obres de teatre durant tota la seva vida, durant els últims anys es dedicarà, sobretot, a la poesia. Müller mor l'any 1995 a Berlin, d'un càncer de gola.

## Característiques de l'obra teatral

### Característiques dels períodes
L'obra de Heiner Müller està molt influïda pels canvis polítics
de l'RDA i pels succesos generals d'Europa. Un primer període de
Müller, doncs, que comença als anys 50, està relacionat amb la construcció dels fonaments del socialisme (Aufbaujahre) a
l'Alemanya Oriental. La política cultural de l'RDA naixent buscava
fomentar les arts en relació amb els mètodes socialistes de
producció (Produktionsstücke). Així, les primeres obres com Lohndrücker o Die
Korrektur tenen per temàtica la Guerra
Freda, les seqüeles del nazisme
i la reconstrucció alemanya. Són obres que van de bracet amb
l'època en tant que plenes d'optimisme i de propostes socials i amb una estructura i una narrativa teatrals hereves de la tradició del drama alemany. Amb
Die Bauern, obra que parla sobre la reforma agrària, comença
un període crític amb les gestions governamentals que el duran a
l'ostracisme.
A partir dels anys seixanta accepta encàrrecs de reelaboració de
clàssics de la literatura grecoromana. Müller replanteja els mites
per parlar de la violència social, l'emancipació femenina i la
relació entre els dos sexes. A partir d'aquí, les seves peces teatrals abandonen la linealitat narrativa.
Als anys setanta la política cultural de l'RDA se centra en la
recuperació de clàssics alemanys com Schiller
i Goethe i en la
literatura com a instrument per als interessos de l'estat, que en
aquell moment se centraven a elevar el nivell de vida i educació de
la població. En aquests anys Müller reprèn la temàtica de la
revolució socialista i les problemàtiques de la seva resolució a
l'RDA i a l'URSS. D'aquesta època destaquen obres com Germania
Tod in Berlin'' i Zement.
les obres que produeix des de finals dels 70 marquen un nou
període travessat per la crítica. Moltes d'elles tenen per temàtica el fracàs de la revolució a Alemanya, dels intel·lectuals i el
poder i tenen una gran càrrega de violència.

### Característiques generals del seu teatre
En l'obra de Müller hi ha un doble moviment d'emancipació
estètica. Moviment que, per una banda, va des d'una
perspectiva nacional cap a una perspectiva universal (Zement);
de l'altra, un moviment des del llenguatge de la ideologia cap al de
l'autenticitat subjectiva (Hamletmaschine). Així mateix, és
patent i reconeguda la influènica de Bertolt
Brecht en tota l'obra de Müller, que és reconfigurada i
criticada segons el seu temps. La concepció brechtiana de distanciació és una constant en Müller, que defensa aquest concepte en tant que proporcionar al públic una distància perquè pugui entreveure estructures i no només tenir estats d'ànim. Ara bé, si a les primeres obres de
Müller hi perviu una influència molt directe de Brecht, a partir de
Germania Tod in Berlin adopta un model fragmentari, que presta
més atenció a la intrahistòria
(la producció i reproducció de la realitat social en la vida
quotidiana) que a la història dels herois genials i de les dates
decisives. En aquesta presa de posició estètica prové de la
crítica de la concepció lineal de la història, sustentada per la
Il·lustració europea i assumida per bona part de la literatura
marxista, que, per norma general es creia en possessió d'un saber
social suficient com per oferir al públic o al lector respostes
acabades en lloc de qüestions obertes. Per Müller, aquesta
estructura típica de la narració no era capaç de captar fenòmens
com el feixisme quotidià, que fins llavors no s'havien analitzat.
Un altre dels espectes fonamentals de la dramaturgia de Müller, que enllaça amb els anteriors és el seu rebuig al naturalisme, que Bertolt Brecht havia treballat. Així, les primeres obres ja esquiven el realisme socialista, per bé que es poden englobar dins de les formes del Produktionsstücke. Els obrers que apareixen en les obres de Müller parlen en vers amb un llenguatge dens i ple de complexitat metafòrica. Müller entén el teatre com una realitat en si mateixa que no duplica ni reflecteix la realitat del públic.
Heiner Müller practica un teatre de la transgressió, escenifica el retorn d'allò reprimit en la civilització contemporània. Proposa el teatre com a laboratori de la fantasia social entenent l'anticipació com a característica definitòria de l'ésser humà i de l'art. Així, el teatre serviria per explorar tot allò pensable i imaginable en l'àmbit de la fantasia humana; d'aquesta manera, les conseqüències dels nostres projectes poden ser reconegudes a temps. Per aquesta raó Müller considera que allò que legitima l'art és la novetat en tant que camina cap a terrenys inexplorats i, per tant, estén i desplega nous espais inexplorats de l'imaginari humà, capaços d'anticipar esdeveniments.

### Heiner Müller a Catalunya
D'entre els encarregats d'introduir Heiner Müller als territoris de parla catalana, ja sigui amb traduccions o amb posades en escena, cal destacar a Carme Portaceli. Aquesta directora catalana ha dut a escena Prometeu 2010 i, sobretot, La missió, representada l'any 1990, suposà la primera introducció de Müller a Catalunya. L'obra va merèixer el premi Serra d'Or al millor espectacle de l'any.

## Obra dramàtica
- Das Laken (1951)
- Der Lohndrücker (1956/57)
- Die Korrektur I (1957)
- Die Korrektur II (1958)
- Klettwitzer Bericht 1958 - Eine Hörfoge (1957/58)
- Glücksgott (1958)
- Die Umsiedlerin oder Das Leben auf dem Lande (1961)
- Philoktet (1958/1966)
- Der Bau (1963/64)
- Sophokles/Ödipus, Tyrann (1966/67)
- Sophokles/Ödipus, Tyrann (1968)
- Prometheus (1968)
- Mauser (1970)
- Macbeth (1971)
- Germania Tod in Berlin (1956/71)
- Zement (1972)
- Die Schlacht (1951/74)
- Traktor (1955/61/74)
- Leben Gundlings Friedrich von Preußen Lessings Schlaf Traum Schrei. Ein Greuelmärchen (1976)
- Die Hamletmaschine (1977)
- Bertolt Brecht/Der Untergang des Egoisten Johann Fatzer (1978)
- Der Auftrag (1979)
- Quartett (1980/81)
- Verkommenes Ufer Medeamaterial Landschaft mit Argonauten (1982)
- Wolokolamsker Chaussee I: Russische Eröffnung (1984)
- Anatomie Titus Fall of Rome Ein Shakespearekommentar (1984)
- Wolokolamsker Chaussee II: Wald bei Moskau (1985/86)
- Wolokolamsker Chaussee III: Das Duell (1985/86)
- Wolokolamsker Chaussee IV: Kentauren
- Wolokolamsker Chausse V: Der Findling
- Germania 3 Gespenster am toten Mann (1995)

## Traduccions al català
- La màquina Hamlet (Die Hamletmaschine, 1977). Versió de Maurici Farré. 1992.
- La missió (Der Auftraf, 1979). Versió de Maurici Farré. 1992.
- Quartet (Quartett, 1980/81). Versió de Maurici Farré. 1993.
- Prometeu (Prometheus, 1968). Versió de Feliu Formosa. 2009.